# Croix de Saint-Yrieix-le-Déjalat
La Croix de Saint-Yrieix-le-Déjalat est une croix monumentale française datant des XVe et XVIe siècles située à Saint-Yrieix-le-Déjalat, dans le département de la Corrèze, en région Nouvelle-Aquitaine.
Elle est inscrite au titre des monuments historiques par arrêté du 26 janvier 1927.

## Localisation
La tour se situe sur la place de l'église.

## Description
Cette croix en granit est placée sur un socle rectangulaire, lui-même supporté par un escalier à trois marches qui n'entoure pas la face antérieure du socle. La partie supérieure est en forme de médaillon losangé entouré de festons circulaires. Ce médaillon porte, en son centre, en léger relief, un Christ en croix ayant les Saintes Femmes debout à ses pieds. Dans une niche creusée dans le socle, en façade, est encastré un chapiteau, provenant probablement de l'église, représentant le Christ assis, une main sur la poitrine, l'autre posée sur le genou. Derrière lui, à sa droite, un personnage tient un encensoir. A droite du chapiteau, très fruste, un animal dont on ne voit qu'une jambe terminée par un pied portant des griffes et une aile. Au milieu de cette aile se trouve une demi-sphère. Entre le Christ et l'aile est gravée une inscription.

## Galerie

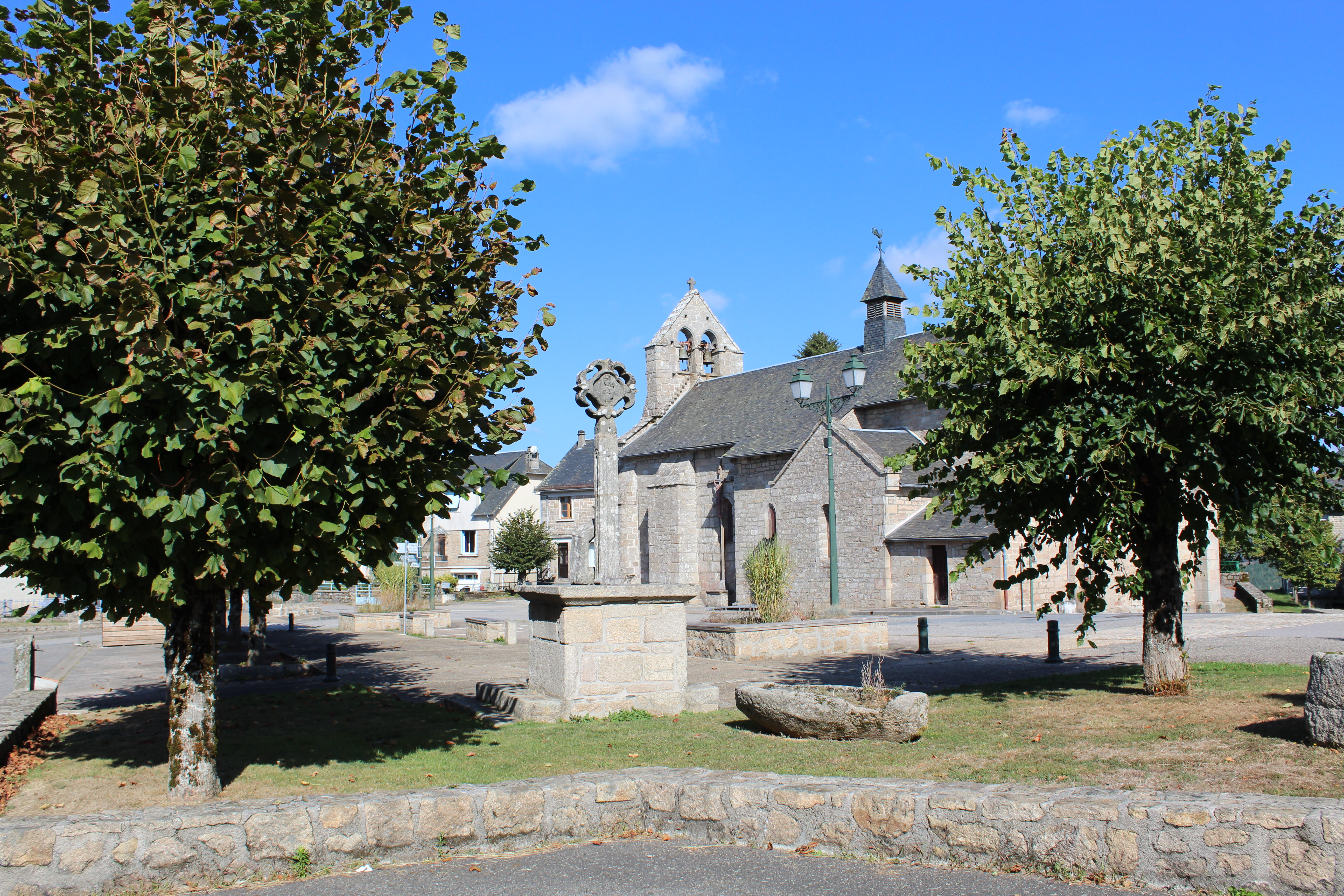
La croix sur la place de l'église.
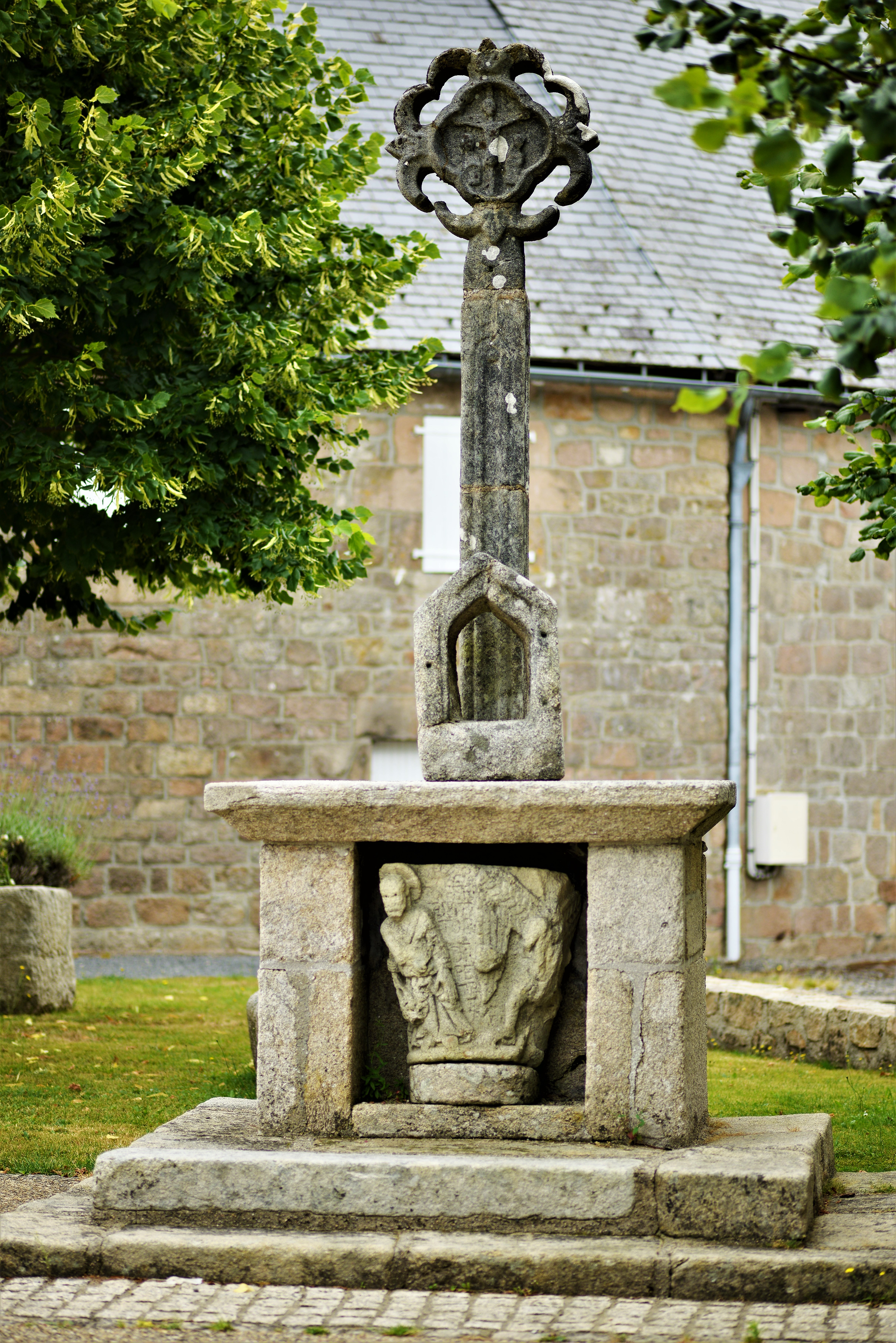
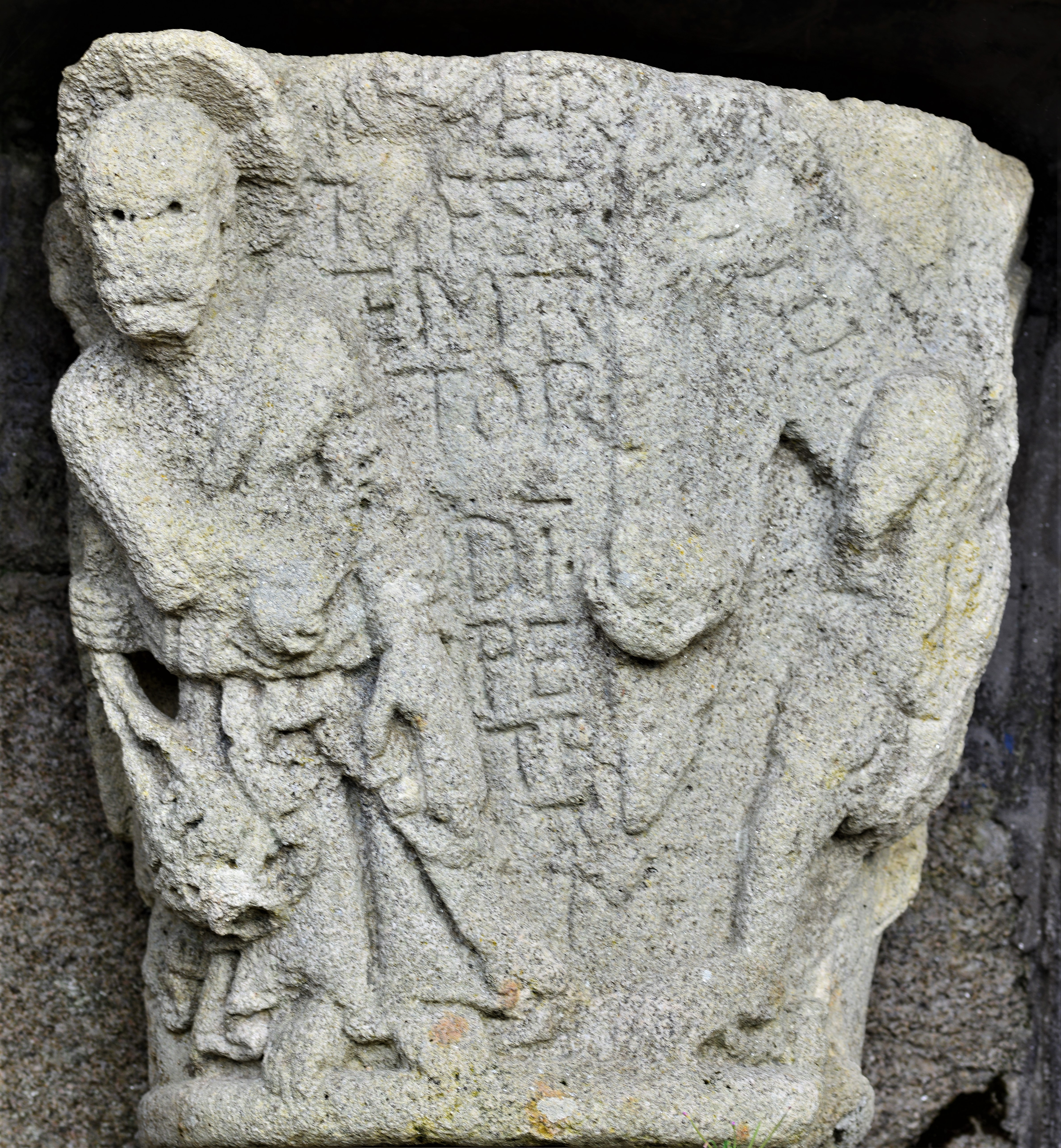
Le châpiteau dans sa niche.
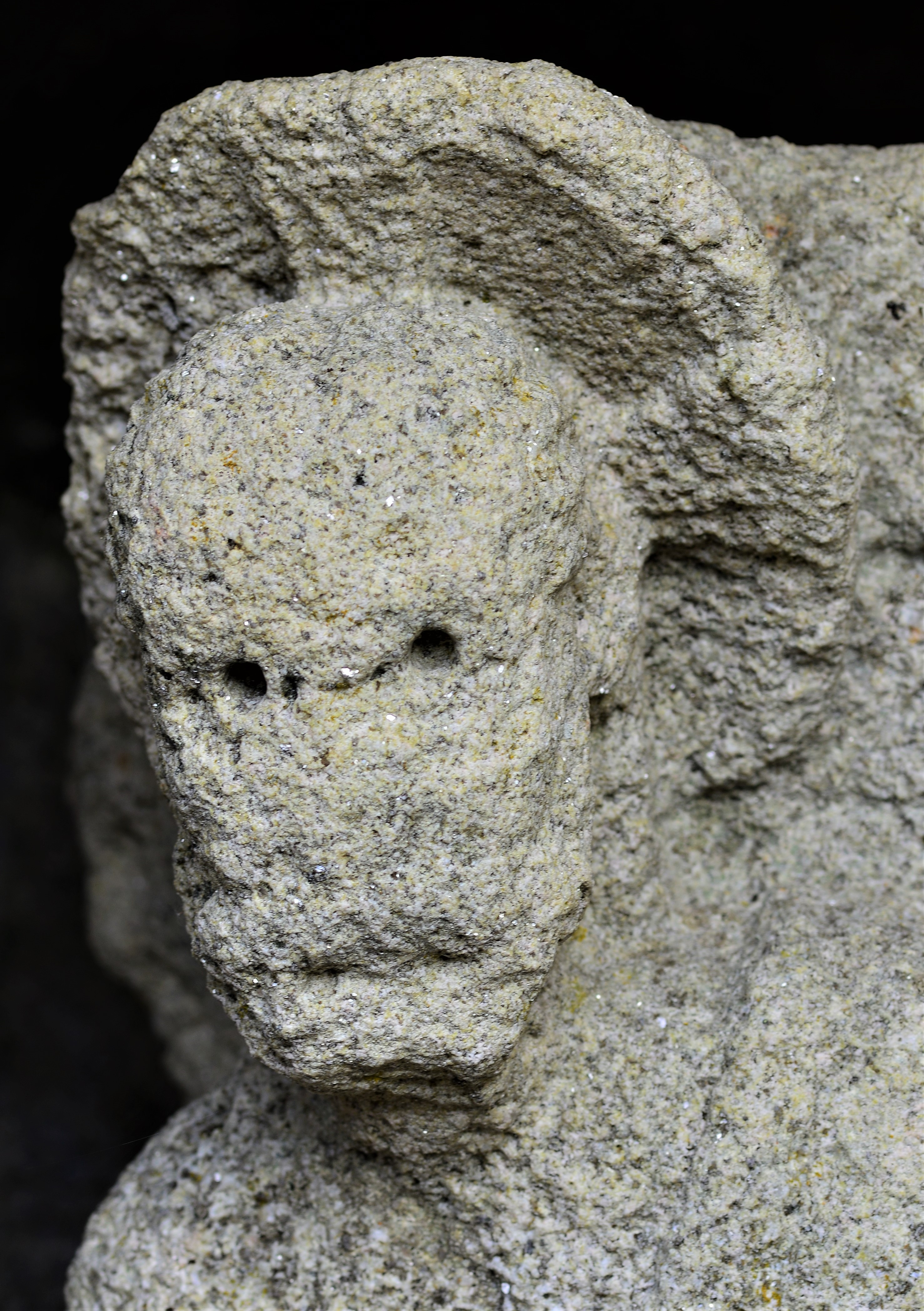
Détail du châpiteau.